# Die Stachelschweine
Die Stachelschweine is de naam van een Berlijns cabaret, dat in de herfst van 1949 werd opgericht als een acteurscollectief in de badkuip van de artiesten- en studentenbar niet ver van de Berlijnse Gedächtniskirche. De naam is gebaseerd op een tijdschrift uit de jaren 1920 - Das Stachelschwein, wiens redacteur de schrijver en cabaretier Hans Reimann was.

## Geschiedenis

### De beginjaren
De acteurs Rolf Ulrich, Alexander Welbat, Klaus Becker en Joachim Teege behoorden tot de grondleggers van het cabaret. De eerste optredens vonden plaats onder de paraplu van de Arbeitsgemeinschaft Junger Künstler (AJK) tijdens de winterblokkade (1948/1949) voor de Berlijnse districtskantoren. In augustus 1949 waren er optredens in de badkuip. Toen vormden Alexander Welbat en Rolf Ulrich een uitgebreid ensemble en op zaterdag 29 oktober 1949 vond daar de première van het eerste programma plaats.
De teksten kwamen van Rolf Ulrich en Thierry (Dieter Koch), die ook de naam Die Stachelschweine voorstelden. Traudel Dombach, Dorle Hintze, Ilse Marggraf, Horst Gabriel, Günter Pfitzmann, Rolf Ulrich en Alexander Welbat speelden onder regie van Alexander Welbat. De muziek was van Theo Goldberg, het decorontwerp door Gerhard Rose en de techniek door Ronald Rochow. Het eerste programma werd gestart zonder een eigen titel, het werd pas later "Alles irrsinnig komisch" genoemd. Wekelijkse speldagen na de première waren dinsdag en vrijdag, af en toe werd ook woensdag toegevoegd. Het programma werd gespeeld tot eind 1949.
De overgang naar het tweede programma "per-speck-tiefen" verliep soepel. Dit betrof de teksten en de medewerkers. In januari 1950 voegden Inge Wolffberg en Heinz Mey zich bij het ensemble. Toen er in februari 1950 meningsverschillen waren met het "Malerkabarett", dat ook in de badkuip speelde, bood de directie van de Femina-bedrijven die de badkuip exploiteerden Die Stachelschweine het Burgkeller-restaurant aan de Kurfürstendamm als locatie aan, dat vervolgens na uitgebreide inrichting met de derde programma werd geopend eind maart 1950. In het vierde programma voegde Jo Herbst zich bij het ensemble als acteur en tekstschrijver en Christiane Maybach als actrice.
Door verschillen in de enscenering van teksten tussen Rolf Ulrich (tekst) en Alexander Welbat (regie) viel het ensemble eind 1950 uit elkaar na de première van het zevende programma. De groep rond Rolf Ulrich, die werd vergezeld door Klaus Becker, Joachim Teege, Inge Wolffberg, Jo Herbst en Ronald Rochow, bleef werken in de kasteelkelder, terwijl de groep rond Alexander Welbat terugkeerde naar de badkuip en daar zes maanden bleef spelen. Een verandering van eigenaar van het bad maakte een einde aan de cabaretvoorstellingen van deze groep in de zomer van 1951, die toen uit elkaar vielen.
Het achtste programma Das Brettl hoch, gecreëerd door de groep van Rolf Ulrich in de Burgkeller, ging in première op 7 april 1951 en werd versterkt door de actieve deelname van Klaus Becker (muziek) en Joachim Teege (regisseur), beide oprichters van het cabaret, Wolfgang Gruner, die in dienst was bij het cabaret Die Fly Agarics, markeerde een nieuw begin, zowel qua personeel als qua inhoud. Kort na de première werden de ruïnes van de kasteelkelder echter eind mei 1951 verrassend gesloten door de bouwpolitie vanwege instortingsgevaar. Het ensemble zocht en vond, via regisseur Christoph Groszer, een nieuwe domicilie aan de Rankestrasse 9, de Eternal Lamp. Wederom was het nodig om eerst het podium in het restaurant op te zetten. Het opende op 12 juni 1951 met de première van het negende programma Biennalitäten. Achim Strietzel maakt sinds oktober 1951 ook deel uit van het ensemble. Wolfgang Neuss regisseerde de programma's Festland Berlin en Zwischen Nylon und Chemnitz rond de jaarwisseling 1952/1953 en speelde ook in het ensemble in de laatste. Hij veranderde de cast, maar veranderde ook, in samenwerking met Jo Herbst, de stijl van het cabaret resoluut naar hedendaagse en maatschappijkritiek. Edith Hancke trad in drie programma's toe tot het ensemble en werd daarna vervangen door Ingeborg Wellmann.
Het buitengewone succes van deze programma's was voor de organisator Kurt Tuntsch aanleiding om het ensemble een verandering aan te bieden van het huidige programma Between Nylon and Chemnitz naar zijn cabaret Nürnberger Trichter. Kurt Tuntsch had groot, ook financieel succes met grote filmevenementen in de Berlijnse Waldbühne. Dit aanbod werd aanvaard en vanaf 1 februari 1953 speelden Die Stachelschweine in de trechter van Neurenberg. Op 4 mei 1953 ging daar onder leiding van Wolfgang Spier een nieuw, 17e programma Sind Se schon bedient in première. Maar op 31 mei eindigde dit avontuur vanwege het faillissement van de heer Tuntsch. Na een snel gepland gastoptreden in Hamburg en München keerden Die Stachelschweine terug naar hun huis Ewige Lampe. Op 18 augustus 1953 vond daar ter gelegenheid van de Berliner Festwochen de première plaats van het 18e programma Ach, Du liebe Freiheit. Daarna bleef de Ewige Lampe de volgende twaalf jaar de vaste verblijfplaats van het cabaret.
Op 12 juni 1955 werd het collectief omgevormd tot een GmbH. De negen aandeelhouders waren onder meer: de oprichters Rolf Ulrich en Klaus Becker, de acteurs Günter Pfitzmann, Inge Wolffberg, Jo Herbst, Wolfgang Gruner en Achim Strietzel, evenals de regisseur Dietmar Behnke en de technisch directeur Ronald Rochow. Rolf Ulrich en Dietmar Behnke werden benoemd tot algemeen directeuren. Behnke nam ontslag in 1963. Het bedrijf benoemde vervolgens Ronald Rochow tot algemeen directeur.
Op 18 maart 1957 werd op voorstel van de Academie voor de Kunsten de Preis Junge Generation – Jubiläumsstiftung 1848–1948 voor de podiumkunsten toegekend aan het ensemble van Die Stachelschweine. Op instigatie van de leden van de Academie werd dit keer echter de individuele onderscheiding uitgereikt aan het huidige artistieke ensemble. De prijs ging naar: Rolf Ulrich, Inge Wolffberg, Ingeborg Wellmann, Wolfgang Gruner, Günter Pfitzmann, Achim Strietzel, Jo Herbst en Klaus Becker.

### Het cabaret vestigt zich
In 1965 vond het ensemble meer kansen in het nieuw gebouwde Europa Center in het centrum van West-Berlijn. Daar werd op 17 april 1965 het nieuwe cabaretgebouw geopend met een feestelijk evenement op Stille Zaterdag. De eerste première in het nieuwe huis vond plaats op 9 juni 1965 onder de titel "... und vor zwanzig Jahren war alles vorbei". In dit programma speelde Günter Pfitzmann na een lange pauze ook weer in het ensemble. De regie was in handen van Rudolf Schündler, aan wie het buitengewone succes van het programma en de verandering in de manier van spelen vooral te danken is. De bekende cabaretvormen "black-out" of "sketch" werden satirisch "tijdtheater", en "Quodlibet" werd "muzikale revue".
Die Stachelschweine werd landelijk bekend, net als hun collega's uit de Münchner Lach- und Schießgesellschaft, door middel van talrijke rondleidingen en televisie-uitzendingen in de jaren 1960. Bijzonder succesvol was de gezamenlijke live tv-uitzending met de titel: “Berlin ist einen Freiplatz wert - Ein Platz an der Sonne”, die vijf keer door de NDR in samenwerking met de SFB werd geproduceerd.
De leden van het cabaret maakten ook carrières bij radio, televisie en film. Wolfgang Gruner verscheen regelmatig in het ZDF-programma Der große Preis, Achim Strietzel werd populair met zijn stemimitatie van de toenmalige bondskanselier Willy Brandt en Günter Pfitzmann en Joachim Teege hadden een uitgebreide acteercarrière.
Het was een bewezen traditie van het cabaret om de samenstelling van het ensemble en de artistieke staf zorgvuldig maar constant te veranderen. Dit maakte het mogelijk om alle soorten cabaret te beoefenen en tegelijkertijd aan te passen aan de veranderende smaak van het publiek. Betrokkenen in de jaren 1960 waren onder meer Edith Elsholtz, Beate Hasenau, Ingrid van Bergen, Sonja Wilken, Pia Trajun en Edeltraut Elsner, evenals Joachim Röcker, Jochen Schröder, Wilfried Herbst en Reinhold Brandes. Twintig jaar na de oprichting waren bijna alle vorige leden van het ensemble vertrokken. Alleen Wolfgang Gruner en de artistiek leider en hoofdschrijver Rolf Ulrich zetten het werk met wisselende acteurs voort.
Deze personeelswijzigingen hadden ook een impact op Die Stachelschweine GmbH. Zeven van de oorspronkelijke negen aandeelhouders vertrokken. Naast de resterende aandelen van Wolfgang Gruner en Rolf Ulrich, trad advocaat Horst Sandner in 1968 als nieuwe partner toe tot het bedrijf.

### Van cabaret tot stadscabaret
De gevolgen van de beweging van 1968 in Duitsland werden slechts minimaal weerspiegeld in de programma's van het cabaret. Terwijl Wolfgang Neuss zich volledig afkeerde van het cabaret en de Münchner Lach- und Schießgesellschaft in 1972 ontbond op voorstel van Dieter Hildebrandt, bleven Rolf Ulrich en Wolfgang Gruner werken met nieuwe, jonge acteurs: Andrea Brix, Ursula Herwig, Axel Lutter en Sylvester Berger. Thematisch lag de focus meer en meer op de lokale West-Berlijnse thema's. Dit leidde tot het kritische publieke afscheid met cabaret. Vaste gasten bleven weg en de pers was niet langer uitgenodigd voor de premières. Critici die jarenlang het cabaret hadden begeleid, beschuldigden het management van verbroedering met de politieke vertegenwoordigers van de partijen, wat niet noodzakelijkerwijs tot de taken van de cabaretiers kon behoren. De sympathie voor het ensemble nam dus ook af en de radiostations besloten hun programma's niet op televisie uit te zenden.
Toen de muur in 1989 viel, was dit evenement meer een evenement. Ze ontmoetten het Oost-Berlijnse cabaret Die Distel voor gezamenlijke optredens in beide delen van de stad. Omdat de jongere generatie bezoekers enthousiaster was voor solo-cabaretiers, werd het publiek gereduceerd tot de Berlijnse toeristen. Deze stroom van constant wisselende toeschouwers zorgde ervoor dat het cabaret ook na de dood van Wolfgang Gruner en Rolf Ulrich kon overleven. (2002 of 2005)
In de Stachelschweine GmbH werden hun aandelen overgedragen aan de weduwen Eva Gruner en Marie-Luise Ulrich (Andrea Brix). Bij de jaarwisseling 2003/2004 nam Charlotte Reeck, die sinds 1997 gedelegeerd bestuurder was, een aandeel over en werd aldus benoemd tot managing partner van de GmbH. Eva Gruner, die inmiddels overleden is, heeft in 2008 haar aandeel in het bedrijf teruggegeven aan het bedrijf.
Op en na het 55-jarig jubileum van het cabaret in 2004 werd onder leiding van Herbert Olschok een nieuw ensemble gevormd, waarin Birgit Edenharter en Detlef Neuhaus de leidende posities innamen. In het programma voor het 60-jarig jubileum van Die Stachelschweine in 2009 traden beiden op samen met Kristin Wolf, Holger Güttersberger en Moritz Tittel. Matthias Kitter, artistiek leider van Die Stachelschweine van oktober 2012 tot en met december 2013, regisseerde zes keer het cabarettheater in het Europa-Center.
In 2019, op het 70-jarig jubileum, nam cabaretier Frank Lüdecke de artistieke leiding over en treedt zijn vrouw en zaakvoerder Caroline op als gedelegeerd bestuurder.

### Speciale activiteiten
Gastoptredens en rondleidingen
Het economische wonder dat door de valutahervorming in 1948 werd geïnitieerd, leidde ook tot een grotere behoefte aan amusement onder de bevolking. Bedrijven en particulieren, politieke partijen en stadsbesturen boden in deze tijd zonder televisie in toenemende mate matinees, middag- en avondevenementen aan. Ook Die Stachelschweine, die individueel of als ensemble werden ingehuurd, profiteerden hiervan. Vooral op zon- en feestdagen namen de optredens die 'tingeleien' werden genoemd toe. Men ging 'tintelen' en behaalde zo het gewenste bijverdienste.
Omdat het cabaret afzag van de toegangsprijs voor de eerste acht programma's en alleen om een symbolische knop in de kasteelkelder vroeg, was de verleiding groot om via rondleidingen extra inkomsten te genereren. Begin 1951, direct nadat de ensembles uit elkaar gingen, werden ze overgehaald om door West-Duitsland te toeren, wat echter organisatorisch en financieel misging. Een gastoptreden van drie maanden in september van hetzelfde jaar in de Bonbonniere in Hamburg (geregisseerd door Helmut Stoldt), uitgevoerd door een deel van het ensemble, werd met succes bekroond. Het deel dat in Berlijn bleef, aangevuld met nieuwe leden, bleef daar parallel spelen.
Op dit concept was ook een gasttournee in 1952 gebaseerd. Het leidde tot de Mausefalle van Hamburg en Stuttgart (Werner Finck) naar het Kommödchen in Düsseldorf (Kay en Lore Lorentz) en naar Die Kleine Freiheit in München (Trude Kolman). Nadat de Nürnberger Trichter (directie Kurt Tuntsch) eind mei 1953 wegens faillissement in Berlijn moest sluiten, ging het ensemble met de beste bezetting naar aanleiding van deze situatie op tournee naar Hamburg en München. Daarna werd de Kleine Freiheit in München herhaaldelijk de locatie van de jaarlijkse zomergastoptreden. In de daaropvolgende jaren vonden weer tournees door West-Duitsland en Duitssprekende landen plaats, georganiseerd door een directie voor gastoptredens (Düsseldorf concert en directie gastoptreden Dieter Dickers). Pas bij de verhuizing naar het nieuw gebouwde Europa-Center in 1965 kon het ensemble maanden van toeren achterwege laten en het hoofd bieden aan de drukte die begon na de bouw van de Berlijnse muur in zijn eigen domicilie (300 zitplaatsen).
Daarnaast waren er ook optredens voor particuliere belanghebbenden (voor de "Kaufhauskönig" Helmut Horten), voor politieke instellingen (EEG Brussel) of speciale optredens op cruiseschepen (MS Bremen). Het hoogtepunt van deze ontwikkeling was het bijna drie weken durende gastoptreden in Israël (Tel-Aviv, Jeruzalem, Haifa en twee kibboetsen), gesteund door de Berlijnse Senaat (burgemeester Klaus Schütz) in 1970. Die Stachelschweine waren het eerste Duitse kunstenaarsensemble dat daar mocht optreden, nadat de diplomatieke betrekkingen tussen Israël en de Bondsrepubliek Duitsland waren hervat. De ZDF maakte er een televisiefilm van 45 minuten over. Op internationaal niveau was hij te gast in 1985 in New York en in 1987 in Los Angeles.

### Verjaardagen en jubilea
Het eenjarig bestaan van het cabaret werd gevierd met de première van het vijfde programma Hundstag-Reprisen op 4 augustus 1950 in de Burgkeller. Het driejarig jubileum vond plaats op 18 december 1952 ter gelegenheid van de première van het programma Between Nylon and Chemnitz in de Ewigen Lampe. Het vijfjarig jubileum groeide, zij het een jaar later, op 22 oktober 1955 uit tot een groot evenement in het Berlijnse Sportpaleis met 7.000 bezoekers. Daar ontmoetten het publiek en de weldoeners elkaar voor de tiende verjaardag van drie uitverkochte evenementen van 30 oktober tot 1 november 1959. Voor de laatste keer werd het Sportpaleis op 30 en 31 oktober 1964 gebruikt als locatie voor het 15-jarig bestaan.
Voor het 20-jarig jubileum nodigden die Stachelschweine op 19 oktober 1969 duizend gasten uit in de congreszaal en ze vierden het 25-jarig jubileum op 3 november 1974 in het Palace Hotel in het Europa-Center als een receptie door de burgemeester van Berlijn, Klaus Schütz. Het 40-jarig jubileum vond plaats op 8 oktober 1989 als een tocht met een stoomboot met de burgemeester Walter Momper. "50 jaar Stachelschweine" werd gevierd als een feestelijk evenement in zijn eigen cabaret. Oud-leden en vrienden vierden feest met huidige collega's en hun families en supporters. Ter gelegenheid van het 55-jarig jubileum werd een speciaal programma geproduceerd: het ging in première op 13 maart 2005 onder de titel Occupied. In dit programma werden oude, succesvolle scènes opnieuw uitgevoerd met een iets andere cast. Op het 60-jarig jubileum in 2009 ging het 67e programma in première met de titel Völlig verspielt.

### Ewige Lampe en Zur Kneipe
Al in de herfst van 1963 werd de neonreclame Ewige Lampe vervangen door Die Stachelschweine. Na hun verhuizing naar het Europa-Center in het voorjaar van 1965, besloten Die Stachelschweine om de voormalige woonplaats Ewige Lampe voort te zetten onder de nieuwe naam Rankestrasse 9 - kleines haus der stachelschweine. De eerste première vond daar plaats op 6 december 1965 onder de titel "schlecht ist auch folgendes ...". Edith Elsholtz, Herbert Baneth, Siegfried Dornbusch en Axel Scholz speelden onder leiding van Dietmar Behnke. De kritiek was voorzichtig en het publiek accepteerde de verdubbeling van die Stachelschweine slechts in beperkte mate. Het experiment is geannuleerd.
Het huis diende toen als gastoptreden voor Wolfgang Neuss, die na zijn terugkeer uit Zweden zijn tweede cabaretprogramma Testament opening - The Villon Show dit keer in strikte vorm zonder muziek hervatte. In 1967 volgde Hannelore Kaub met haar cabaret The Ironing Board met het programma: The cabaret is dead - Long live the cabaret!. Daarna werd het het oefenpodium voor de laatste gezamenlijke televisie-uitzending met de Münchner Lach- und Schießgesellschaft Ein Platz an der Sonne 1967. In de jaren die volgden deed het dienst als werkplaats voor de steeds uitgebreider wordende decors voor Die Stachelschweine in het Europa Center. Ten slotte werd in samenwerking met de Berliner Kindl-brouwerij het huis weer ingericht als restaurant. Wolfgang Gruner bedacht de naam Zur Kneipe en hij vond ook een nieuwe versie van de munteenheid uit 1872 uit voor de opening op 5 mei 1970: het werd betaald in Fennich, Sechser, Groschen en Thaler.

## Overzichten

### De cabaretprogramma's
| Nr. | Naam                                     | Premiere          | Regie                 |
| --- | ---------------------------------------- | ----------------- | --------------------- |
| 1.  | Alles irrsinnig komisch                  | 29 oktober 1949   | Alexander Welbat      |
| 2.  | per speck tiefen                         | 1 januari 1950    | Alexander Welbat      |
| 3.  | Alles neu macht der …                    | 31 maart 1950     | Alexander Welbat      |
| 4.  | Unschuld geht baden                      | 31 mei 1950       | Alexander Welbat      |
| 5.  | Hundstags-Reprisen                       | 4 augustus 1950   | Alexander Welbat      |
| 6.  | Es war so schön, privat zu sein          | 29 september 1950 | Alexander Welbat      |
| 7.  | Treffpunkt: Fatale Mitte                 | 15 december 1950  | Alexander Welbat      |
| 8.  | Das Brettl hoch                          | 7 april 1951      | Joachim Teege         |
| 9.  | Biennalitäten                            | 12 juni 1951      | Christoph Groszer     |
| 10. | Hallo, falsch verbunden                  | 11 augustus 1951  | Rolf von Sydow        |
| 11. | Freiheit zu zivilen Preisen              | 17 oktober 1951   | Christoph Groszer     |
| 12. | …da hab'n wir den Salat                  | 12 januari 1952   | Rolf von Sydow        |
| 13. | Nun muß sich alles, alles wenden         | 16 maart 1952     | Wolfgang Spier        |
| 14. | Ja, soweit kommt das noch                | 7 juni 1952       | Christoph Groszer     |
| 15. | Festland Berlin                          | 7 september 1952  | Wolfgang Neuss        |
| 16. | Zwischen Nylon und Chemnitz              | 18 december 1952  | Wolfgang Neuss        |
| 17. | Sind Se schon bedient?                   | 4 april 1953      | Wolfgang Spier        |
| 18. | Ach, du liebe Freiheit!                  | 28 augustus 1953  | Harald Philipp        |
| 19. | Nein oder nicht nein                     | 18 december 1953  | Rudolf Schündler      |
| 20. | Vertragen ungenügend                     | 1 april 1954      | Werner Oehlschläger   |
| 21. | Der große Regen                          | 17 september 1954 | Horst Braun           |
| 22. | Die Zehn war ihr Schicksal               | 8 februari 1955   | Harald Philipp        |
| 23. | 1001 Macht                               | 16 december 1955  | Egon Monk             |
| 24. | Die Wucht am Rhein                       | 19 december 1956  | Rudolf Schündler      |
| 25. | Der Fette aus Dingsda                    | 9 december 1957   | Dietmar Behnke        |
| 26. | …denn sie wissen was sie tun             | 9 februari 1959   | Horst Braun           |
| 27. | Teil dir den Siegerkranz                 | 9 december 1959   | Dietmar Behnke        |
| 28. | Immer am Verstand lang                   | 26 november 1960  | Ilo von Janko         |
| 29. | Schwarz – weiß – tot                     | 1 november 1961   | Dietmar Behnke        |
| 30. | Selten so geweint                        | 10 november 1962  | Dietmar Behnke        |
| 31. | Unser kleiner Staat                      | 23 maart 1964     | Thomas Keck           |
| 32. | …und vor 20 Jahren war alles vorbei      | 9 juni 1965       | Rudolf Schündler      |
| 33. | Das elfte Gebot                          | 29 juni 1966      | Rudolf Schündler      |
| 34. | Deutschland Deutschland unter anderem…   | 11 november 1967  | Horst Braun           |
| 35. | Die Welt, in der wir beben               | 1 april 1969      | Lothar Kompatzki      |
| 36. | 70 / 71                                  | 3 mei 1970        | Horst Braun           |
| 37. | Endstation Hoffnung                      | 2 december 1971   | Horst Braun           |
| 38. | Der dressierte Mensch                    | 16 maart 1973     | Horst Braun           |
| 39. | Remember Song                            | 16 april 1974     | Horst Braun           |
| 40. | Der 30-jährige Frieden                   | 9 januari 1975    | Horst Braun           |
| 41. | Kein Märchen aus uralten Zeiten          | 12 december 1976  | Rudolf Schündler      |
| 42. | Kreishauptstadt Berlin                   | 4 november 1978   | Wolfgang Gruner       |
| 43. | Eintritt: Ein Knopf                      | 12 december 1980  | Wolfgang Spier        |
| 44. | Kein schöner Land als diese zwei         | 18 oktober 1982   | Horst Köller          |
| 45. | Krieg Heil                               | 13 mei 1984       | Klaus Überall         |
| 46. | Eine Dummheit macht auch der Befreiteste | 20 december 1985  | Horst Köller          |
| 47. | Und wenn der ganze Spree verbrennt       | 26 april 1987     | Wolfgang Gruner       |
| 48. | …in Gleichgültigkeit, Amen               | 11 december 1988  | Hermann Treusch       |
| 49. | Es kracht im Schicksal                   | 5 mei 1990        | Wolfgang Gruner       |
| 50. | 1+1 sind eins – wat nu?                  | 28 april 1991     | Harald Philipp        |
| 51. | Hurra die Bonzen kommen                  | 29 november 1992  | Lothar Kompatzki      |
| 52. | Ab in die Urne                           | 5 april 1994      | Günter Schmidt        |
| 53. | Seid umschlungen Milliarden              | 2 mei 1995        | Norbert Schultze jun. |
| 54. | Die abgeschriebene Republik              | 2 april 1996      | Norbert Schultze jun. |
| 55. | Achtung, fertig, arbeitslos              | 24 april 1997     | Wolfgang Gruner       |
| 56. | Ick hab' noch 'ne Pointe in Berlin       | 11 oktober 1998   | Norbert Schultze jun. |
| 57. | Bonn, your Berlin                        | 14 november 1999  | Norbert Schultze jun. |
| 58. | Spende gut – alles gut                   | 26 november 2000  | Lothar Kompatzki      |
| 59. | Durch diese hohle Kasse muss er kommen   | 2 december 2001   | Tatjana Rese          |
| 60. | Bis hierhin und wie weiter               | 13 oktober 2002   | Tatjana Rese          |
| 61. | Das Land des Schwächelns                 | 12 oktober 2003   | Andreas Strähnz       |
| 62. | In der Hitze der Macht                   | 3 oktober 2004    | Herbert Olschok       |
| 63. | Um Haarespleite                          | 25 september 2005 | Herbert Olschok       |
| 64. | Kassenkrampf                             | 24 september 2006 | Klaus Stephan         |
| 65. | Wir sind ParaDies                        | 14 oktober 2007   | Herbert Olschok       |
| 66. | Angezählt … ansonsten heiter             | 19 oktober 2008   | Anke Gregersen        |
| 67. | Völlig verspielt                         | 18 oktober 2009   | Matthias Kitter       |
| 68. | Nichts als die Wahrheit                  | 24 oktober 2010   | Matthias Kitter       |
| 69. | Allet verkehrt                           | 28 april 2011     | Matthias Kitter       |
| 70. | Planet paradox                           | 4 december 2011   | Dieter Nelle          |
| 71. | Gestochen scharf                         | 18 november 2012  | Matthias Kitter       |
| 72. | Auch das noch...!                        | 24 maart 2013     | Matthias Kitter       |
| 73. | Kabarett & Currywurst                    | 29 september 2013 | Matthias Kitter       |
| 74. | Alle mal herhören!                       | 5 mei 2014        | Norman Zechowski      |
| 75. | Deutschland sagt JEIN!                   | 23 oktober 2014   | Tatjana Rese          |
| 76. | Ausweg freihalten!                       | 24 april 2015     | Hans Holzbecher       |
| 77. | Globale Betäubung                        | 9 november 2015   | Tatjana Rese          |
| 78. | Hauptstadtaffären                        | 18 november 2016  | Tatjana Rese          |
| 79. | Die alternative Wahrheit                 | 10 september 2017 | Klaus-Peter Grap      |
| 80. | Himmlische Aussichten                    | 13 mei 2018       | Klaus-Peter Grap      |
| 81. | Kann man mit Männern Urlaub machen?      | augustus 2018     | Michael Frowin        |
| 82. | Menschen, Ämter, Katastrophen            | 18 oktober 2018   | Michael Frowin        |
| 83. | Viel Tunnel am Ende des Lichts           | 31 august 2019    | Frank Lüdecke         |

### Vorige en speciale programma's
| Nr  | Naam                             | Premiere              | Regie              | Evenementenlocatie                                   | Opmerking                   |
| --- | -------------------------------- | --------------------- | ------------------ | ---------------------------------------------------- | --------------------------- |
| 01. | Hoppla wir leben                 | 13 februari 1949      | Horst Gabriel      | Stern-Lichtspiele Neukölln                           | AG Junger Kulturschaffender |
| 02. | Balladen – Satiren               | 9 en 23 augustus 1949 | Alexander Welbat   | Badewanne Nürnberger Straße 50–52                    |                             |
| 03. | Eingetunkt                       | 16 februari 1951      | Karl Anton Glaesel | Die Fliegenpilze Burgkeller Kurfürstendamm 12        |                             |
| 1.  | Sommersprossen                   | 2 juni 1954           | Horst Braun        | Die Frischlinge Ewige Lampe Rankestraße 9            |                             |
| 2.  | Erben Sie keinen Onkel           | 15 oktober 1963       | Horst Braun        | Tourneeprogramm Bundesrepublik                       |                             |
| 3.  | Schlecht ist auch folgendes      | 6 december 1965       | Dietmar Behnke     | Kleines Haus der Stachelschweine (ehem. Ewige Lampe) |                             |
| 4.  | Wahlnacht – Qualnacht            | 19 september 1968     | Horst Braun        | Europa-Center                                        |                             |
| 5.  | Öffnen Sie mal Ihr Handschuhfach | 10 oktober 1970       | Horst Braun        | Europa-Center                                        |                             |
| 6.  | Wie Du Dir, so ich mir           | 5 oktober 1973        | Wolfgang Gruner    | Europa-Center                                        |                             |
| 7.  | Bei Michel hat's geläutet        | 21 oktober 1979       | Wolfgang Gruner    | Europa-Center                                        |                             |
| 8.  | Besetzt                          | 13 maart 2005         | Tatjana Rese       | Europa-Center                                        |                             |
| 9.  | Besetzt (Nieuwe versie)          | 31 augustus 2008      | Tatjana Rese       | Europa-Center                                        |                             |

### De locaties
| 1 en 2 programma    | Badewanne, Nürnberger Straße 50–52           |
| 3 tot 8 programma   | Burgkeller, Kurfürstendamm 12                |
| 9 tot 16 programma  | Ewige Lampe, Rankestraße 9                   |
| 16 en 17 programma  | Nürnberger Trichter, Nürnberger Straße 50–52 |
| 18 tot 31 programma | Ewige Lampe, Rankestraße 9                   |
| sinds 31 programma  | Europa-Center                                |

### De artistieke leider
| 1949–1950         | Alexander Welbat |
| 1951–2005         | Rolf Ulrich      |
| 10/2012 – 12/2013 | Matthias Kitter  |

### De beherende partners van de GmbH
| 1955–1998  | Rolf Ulrich     |
| 1955–1963  | Dietmar Behnke  |
| 1963–1971  | Ronald Rochow   |
| sinds 2003 | Charlotte Reeck |

## Media